# Sabino de Spoleto
Sabino de Spoleto, (s. III Italia - † 303, Spoleto) también llamado San Sabino de Spoleto y San Sabino de Asís (San Savino di Spoleto en italiano), fue un obispo italiano de una parroquia de la diócesis de Asís. En 303 fue capturado, ejecutado en Spoleto el 7 de diciembre y enterrado el 10 de diciembre a dos leguas de la ciudad de Spoleto. Su festividad se celebra el 30 de diciembre. Como mártir, se le recuerda los días 7 de julio y 1 y 30 de diciembre. 
Su nombre de pila procede del pueblo de los sabinos (Sabinus, del latín: "De la región sabina").

## Hagiografía
No se conoce nada de su vida antes de su martirio, salvo que era obispo de una comunidad en Asís, que estaba amenazada de persecución. Algunos relatos indican que fue el primer obispo de Faenza, más tarde se retiró a vivir una vida eremítica en el bosque de Liba y por último fue nombrado obispo de Spoleto, y en este cargo fue objeto de martirio.
En 303 compartían el cargo de emperador Diocleciano y Maximiano. Diocleciano firmó un edicto de persecución, que desencadenó la que sería la última y más brutal persecución contra los cristianos. Venustiano, prefecto de Tuscia y Umbría, llevó a cabo la detención de Sabino y de sus diáconos Marcellus y Exusperantius, junto a otros religiosos.
A lo largo de los siguientes días, durante la vista de la causa, Sabino se permitió entablar con Venustiano un inteligente enfrentamiento verbal, de tal manera que el prefecto, finalmente, le puso en la disyuntiva de ofrecer sacrificios a los dioses romanos o morir torturado. Sabino contestó que deseaba morir martirizado como lo había sido su Señor Jesucristo, de modo que pudiese resucitar como aquel. Entonces le ofreció al prefecto enseñarle lo insignificantes que eran los dioses romanos. Tomó una estatua de Júpiter y la lanzó con cierta violencia contra el suelo, quedando hecha añicos. A la vista de este sacrilegio, el prefecto, espantado y temeroso, mandó cortar las manos de Sabino. A continuación, mandó que los diáconos Marcellus y Exsuperantius fueran también torturados hasta morir agónicamente y, mientras invocaban a Jesucristo, se ejecutó el martirio de ambos.
Sin embargo, la condena de Sabinus se aplazó. Fue visitado en la prisión y curado por una piadosa viuda llamada Serena, ya entrada en años. A su nieto Priscianus lo cegaron, pero fue curado por Sabinus. También Venustiano padecía de dolores oculares y pidió a Sabinus que le diera medicinas para su cuerpo y para su alma. El obispo, pasados unos días, le instruyó en las creencias cristianas y con sus mutiladas manos le impuso el sacramento del bautismo. Curado de sus dolores, el prefecto hizo bautizar también a su esposa y a sus dos hijos. Llegado esto a oídos del emperador Maximiano envió a Asís al tribuno Lucius con el propósito de que decapitara al prefecto y a su familia. Finalmente, llevó a Sabinus a Spoleto para la vista de la causa. Se le flageló hasta la muerte. La viuda Serena lo hizo enterrar a dos leguas de la ciudad. La hermana de Sabino llevó sus restos a Fusignano donde había hecho vida eremítica y donde se conserva el sarcófago de su enterramiento aquí. Posteriormente, Astorgio Manfredi y el hermano Federico, obispo de Faenza, llevaron en secreto sus restos mortales a Faenza donde fueron inhumados en la catedral.

## Culto
Sabino fue venerado desde muy pronto. Su culto temprano por la Iglesia está bien atestiguado, pues en el s. V ya estaba edificado el lugar de su enterramiento. Su tumba fue un lugar de peregrinación importante y fue uno de los santos más queridos en el centro de Italia. Aparece representado en Rávena en mosaicos de principios del s. VI. En la Edad Media las reliquias fueron trasladadas a numerosas ciudades en las que había obispos y ermitaños, por ejemplo, a Asís y a Fermo, como acredita la tradición, y fueron conservadas por el papa Gregorio Magno, lo que se desprende de una carta escrita por él al, por entonces, obispo de Fermo.
Las reliquias de Sabino visitaron también Windberg (Alemania) en 1191.

### Culto en Italia
En 954 el duque de Spoleto, Conrado, hijo del marqués Berengario II de Ivrea, para salvarse de una terrible peste, huyó a las tierras del padre llevando consigo las reliquias de San Sabino, pensando que así podría proteger a Ivrea de la epidemia. Según otra leyenda, el origen de la veneración por parte de los habitantes de Ivrea habrían sido una serie de milagros atribuidos a las reliquias de Sabino.
En 1667 el papa Inocencio X ordenó trasladar las reliquias de Sabino, halladas en las catacumbas de Roma, a la iglesia parroquial de Agliano Terme donde aún se conservan[cita requerida]. El primer domingo de septiembre de 1667, don Arullani, párroco de Agliano Terme, presidió una procesión "solemne y numerosa, con pompa y solemnidad", que acompañó la entrada de las reliquias en la iglesia. Fueron depositadas en el altar mayor.
Habiendo nacido y vivido en Umbría, San Sabino se venera como santo patrón en Ivrea (Piamonte), donde, el 7 de julio, día en el que allí se le conmemora litúrgicamente, la urna que contiene las reliquias se lleva en procesión por las calles de la ciudad. Ese día también se celebra una feria caballar, animal muy importante aquí desde la época de dominación de la tribu celta alpina de los salasos (salassi en italiano).
Dice otra tradición que, habiendo sido obispo de Faenza, en su catedral hay un espléndido altar, obra de Benedetto de Maiano, donde se conserva el cuerpo del santo, robado por Manfredi del sarcófago ravenés, aún existente en la iglesia dedicada al santo en Fusignano.

### Culto en Alemania
Solo hay una iglesia en Alemania que lleva al advocación a Sabino de Spoleto (llamado en Alemania Sabinus von Assisi: la Iglesia de San Sabino de Prenzlau, documentada en 1250 como "St. Sabini".
El motivo de esta advocación fue investigado por Julius Boehmer: Esta iglesia perteneció al Episcopado de Cammin, una antigua diócesis ubicada en Pomerania. Varios documentos medievales pertenecientes a la diócesis de Cammin, cuatro misales y seis breviarios, prueban el culto a Sabino tanto en Prenzlau como en el monasterio de Grobe, ubicado en la isla de Usedom. En dichos documentos se describe a Sabino con mártir. En esa investigación se recoge la frase: "Por eso se debe otorgar a la iglesia de San Sabino (Sankt-Sabinen-Kirche) de aquí en adelante y para siempre, el nombre de Sabino de Asís, obispo y mártir".
La tradición en Prenzlau da el motivo por el cual su iglesia es la única en Alemania se consagró al relativamente desconocido por aquellas tierras Sabino de Spoleto. Es porque Sabino es el santo protector contra las riadas e inundaciones y el antiguo asentamiento de Prenzlau alrededor de la iglesia de San Sabino en la entrada del río Uecker en el lago del Uecker inferior, (Unteruckersee), estaba expuesto a inundaciones. Esta situación contrasta con las de Asís y Spoleto, ubicados ambos a una altitud superior a 300 m En realidad, el santo protector contra las inundaciones es Sabino de Plasencia (Savino di Piacenza en italiano), que, por otra parte, no fue mártir. Esta aparente contradicción no parece explicada.

## Atributos
Suele presentársele como obispo con varios atributos: la mitra, el báculo, un ídolo roto y una o ambas manos cortadas (en un plato o a sus pies).

## Mártires de nombreSabino
El Martirologio Romano cita a seis santos de nombre "Sabino". Tres de ellos fueron obispos. Los otros dos obispos fueron Sabino de Canossa († 566, celebrado el 9 de febrero, y Sabino de Plasencia, († Últimos del siglo IV), celebrado el 11 de diciembre.